# Zezuty
Zezuty (niem. Sensutten) – wieś w Polsce, położona w województwie warmińsko-mazurskim, w powiecie olsztyńskim, w gminie Olsztynek. 
W latach 1975–1998 wieś administracyjnie należała do województwa olsztyńskiego.
Niewielka wieś położona wśród lasów sosnowych, około 8 km na północ od Olsztynka.
| SIMC    | Nazwa   | Rodzaj    |
| ------- | ------- | --------- |
| 0484860 | Spoguny | część wsi |

## Historia
Wieś pruska lokowana w 1350 roku. Dawniej była tu szkoła. W 1939 roku mieszkały tu 73 osoby. W 1997 r. liczyła 27 mieszkańców, w 2005 r. 43.

## Zabytki
- Na południe od wsi zachowany cmentarz ewangelicki z XIX wieku. (50 m od drogi do wsi Mańki).